# Sohren

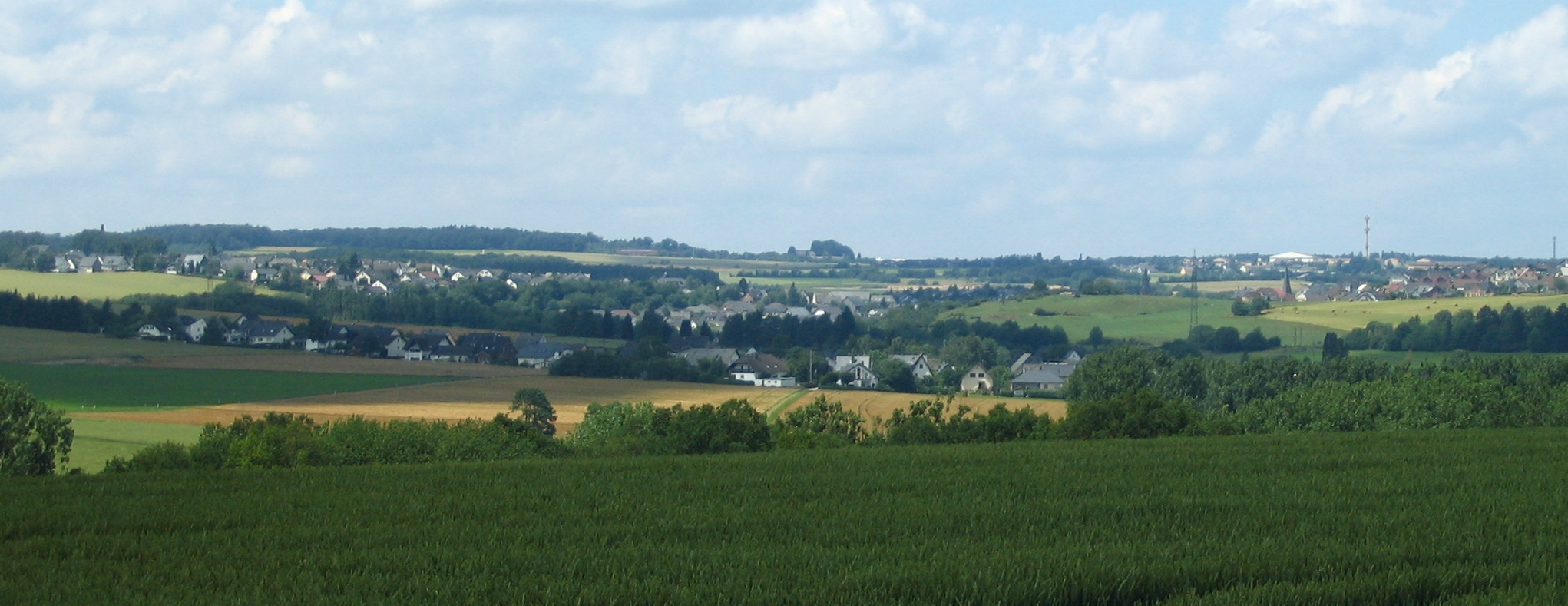
Hunsrücklandschaft mit Sohren in der Mitte, im Vordergrund: Niedersohren, im Hintergrund: Flughafen Hahn.

Sohren ist eine Ortsgemeinde im Rhein-Hunsrück-Kreis in Rheinland-Pfalz. Mit mehr als 3.200 Einwohnern ist Sohren das größte Dorf im Rhein-Hunsrück-Kreis und der zweitgrößte Ort der Verbandsgemeinde Kirchberg (Hunsrück). Die Ortsgemeinde, die in unmittelbarer Nähe zum Flughafen Frankfurt-Hahn liegt, ist auch durch ein ausgebautes Straßennetz zu erreichen. Sohren ist gemäß Landesplanung als Grundzentrum ausgewiesen.

## Geographie

### Geographische Lage
Sohren liegt zentral im Hunsrück und im Zentrum des Landes Rheinland-Pfalz auf einer Höhe von 410 m ü. NHN. Nördlich von Sohren verläuft die Bundesstraße 50, zwei Kilometer nordwestlich liegt der Flughafen Frankfurt-Hahn. Acht Kilometer südwestlich beginnt der Idarwald. Die höchste Erhebung stellt die Birkenhöhe mit 481,3 m ü. NHN dar.

### Gewässer
Im Ort fließen der Bärenbach, der Otterbach und der Winterbach zusammen in den Grundbach, der bei der Gemeinde Dill in den Sohrbach, einen Nebenbach des Kyrbachs, übergeht. Der Bärenbach hat eine Gesamtlänge von 5,25 Kilometern und weist mit einer Fallhöhe von etwa hundert Metern auf 4,9 Kilometer das stärkste Gefälle der drei Sohrener Wasserläufe auf. Der Winterbach ist der kleinste Bach in der Ortschaft.

### Klima
Der Jahresniederschlag beträgt 764 mm.

## Geschichte
Der Name „Sohren“ kann auf die Ansiedlung von Sarmaten zurückzuführen sein. Das Gebiet um Sohren ist spätestens zur Kelten- und Römerzeit besiedelt gewesen, wie zahlreiche Grabfunde und Überreste von römischen Bauernhöfen zeigen. Erstmals soll der Ort im Jahr 372 von Ausonius in dessen Reisegedicht Mosella erwähnt worden sein.
Das Reichsgut Sohren wurde mit den Ortschaften Hahn, Bärenbach, Büchenbeuren, Lautzenhausen, Niedersohren, Niederweiler und Wahlenau sowie den heute nicht mehr existierenden Dörfern Litzelsohren, Vockenrode und Niederhoven 1301 mit Erlaubnis von König Albrecht I. dem Grafen Eberhard von Sponheim (Gründer der Neefer Nebenlinie) und seiner Gemahlin Elisabeth übertragen, damit gehörte das Gebiet zur Grafschaft Sponheim. Mit dieser Übertragung endete die Geschichte des Königsgutes Sohren als selbstständiger Einheit.
König Friedrich III. belehnte 1442 den Markgrafen von Baden, Jakob I., und den Grafen von Veldenz als Erben der Grafschaft Sponheim. Nach dem Tode des Jakobs I. von Baden belehnte Kaiser Friedrich III. 1455 dessen Nachfolger, den Markgrafen Karl I. und Pfalzgraf Friedrich von Veldenz, mit dem Sohrener Besitz.
Der Grenzverlauf der Pflege (Verwaltungsbezirk) Sohren wurde 1476 genau beschrieben. Die Sohrener Pflege umfasste die Gemarkungen von Sohren, Niedersohren, Niederweiler, Wahlenau, Büchenbeuren, Lautzenhausen, Bärenbach und Hahn. Ein Gerichtssiegel aus dem Jahre 1599 bestätigt, dass Sohren im 15. Jahrhundert ein eigenes Gericht hatte. Es war mit einem Schultheißen und sieben Schöffen besetzt.
Der Sponheimer Hof, ehemaliger Königshof Sohren aus der karolingischen Zeit, wurde 1607 renoviert. Ein Staatsvertrag bezüglich der Teilung der vorderen Grafschaft Sponheim zwischen Kurpfalz und Baden wurde 1707 unterzeichnet. Die Pflege Sohren war nun ein Teil des badischen Oberamtes Kirchberg.

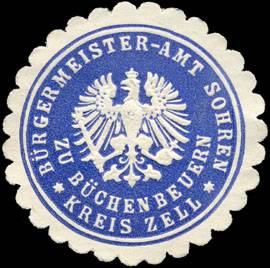
Siegelmarke des Bürgermeisteramts Sohren

Die Besetzung des Linken Rheinufers durch französische Revolutionstruppen erfolgte 1794. Durch den Frieden von Campo Formio 1797 fiel das Linke Rheinufer an Frankreich. Sohren wurde Mittelpunkt einer Mairie mit den Orten Altlay, Bärenbach, Belg, Büchenbeuren, Lautzenhausen, Niedersohren, Niederweiler und Wahlenau mit insgesamt 2.407 Einwohnern. Nach Ende der Franzosenzeit fiel der Raum Sohren 1815 zum preußischen Kreis Zell. Sohren wurde Verwaltungssitz einer Bürgermeisterei, zu der 18 Gemeinden gehörten.
Der Bau der Hunsrückquerbahn Simmern–Sohren–Morbach wurde 1902 fertiggestellt. Die zentrale Wasserversorgung wurde 1912 eingeführt, und 1920 erhielt Sohren eine elektrische Stromversorgung.
1928 wurden das Unternehmen Felke Möbel gegründet, das in den 1950er Jahren mit 1.500 Angestellten einer der größten Arbeitgeber der Region war.
Nach dem Ersten Weltkrieg war der Ort zeitweise wieder französisch besetzt. 
1946 wurde er Teil des neu gegründeten Landes Rheinland-Pfalz. Im Jahre 1951 wurde nördlich des Ortes auf der Gemarkung Lautzenhausen mit dem Bau der Hahn Air Base, dem heutigen Flughafen Frankfurt-Hahn, begonnen. 
Ab 1969 gab es eine Hauptschule, die später zur Regionalen Schule umgewandelt wurde. Das Hallenschwimmbad und das Sportstadion wurden 1974 eröffnet. Neun Jahre später, 1983, erfolgte die Eröffnung der Bürgerhalle.
1970 scheiterten Pläne, die Gemeinden Büchenbeuren und Sohren zusammenzuschließen. Man hoffte, auf diesem Wege die Auflösung der Verbandsgemeinde Büchenbeuren verhindern zu können. Nachdem jedoch abzusehen war, dass diese Auflösung nicht zu verhindern war, wurde die Fusion, die schon im Büchenbeurener Gemeinderat beschlossen war, abgewendet.

## Politik

### Gemeinderat
Der Gemeinderat in Sohren besteht seit 2024 aus 19 Ratsmitgliedern, die bei der Kommunalwahl am 9. Juni 2024 in einer personalisierten Verhältniswahl gewählt wurden, und dem ehrenamtlichen Ortsbürgermeister als Vorsitzendem.
Die Sitzverteilung im Gemeinderat:
| Wahl | SPD | CDU | FWG | FW | Gesamt   |
| ---- | --- | --- | --- | -- | -------- |
| 2024 | 5   | 9   | 3   | 2  | 19 Sitze |
| 2019 | 6   | 9   | 5   | –  | 20 Sitze |
| 2014 | 6   | 10  | 4   | –  | 20 Sitze |
| 2009 | 7   | 8   | 5   | –  | 20 Sitze |
| 2004 | 7   | 6   | 7   | –  | 20 Sitze |

### Bürgermeister
Ortsbürgermeister ist Markus Bongard (CDU). Bei der Kommunalwahl am 26. Mai 2019 wurde er mit einem Stimmenanteil von 62,91 % in seinem Amt bestätigt.

### Frühere Vorsteher und Bürgermeister
- Jakob Vogt (15. Juni 1846–18. August 1849)
- Peter Meurer (15. September 1849–10. Juli 1854)
- Peter Gauer (8. Oktober 1854–16. Mai 1860)
- Peter Meurer (18. August 1860–7. Februar 1863)
- Jakob Stumm (23. August 1863–5. Dezember 1868)
- Jakob Dörn (16. Februar 1869–12. Februar 1872)
- Jakob Stumm (21. Mai 1872–6. April 1878)
- Michel Zirfaß (11. April 1878–17. Dezember 1887)
- Mathias Weber (2. Januar 1888–27. Dezember 1905)
- Peter Thomas (5. Februar 1906–15. Mai 1919)
- Karl Dörn (9. Juni 1919–14. Juli 1920)
- Peter Rippel (2. September 1920–10. November 1927)
- Klemens Meinhardt (15. Juli 1927–28. Dezember 1929)
- Adolf Bonn (4. Januar 1930–2. September 1945)
- Peter Rippel (10. Juli 1946–8. September 1946)
- Johann Scherhag (22. September 1946–18. Dezember 1948)
- Gustav Heinz (13. Januar 1949–1952)
- Peter Schmitt (28. November 1952–1956)
- Emil Schuch (4. Dezember 1956–1. Juni 1969)
- Hans Jaske (SPD, 1. Juli 1969–17. April 1974)
- Heinz Michel (3. Mai 1974–1999)[13]
- Hans-Werner Rhein (1999–2004)
- Klaus Gewehr (2004–27. August 2009)

### Wappen
| Wappen von Sohren | Blasonierung: „In Schwarz ein von Blau und Gold in zwei Reihen geschachteter Balken; darüber schwebend eine goldene Blätterkrone mit blauen und roten Besatzsteinen.“ |
| Wappen von Sohren | Wappenbegründung: Das Wappen wurde am 7. Januar 1936 durch den Oberpräsidenten der Rheinprovinz, Josef Terboven, verliehen. Es ist dem Gerichtssiegel des Verwaltungsbezirks Pflege Sohren nachgebildet. Das Siegelbild mit der Unterschrift „DES.GERICHTS.SORN..“ zeigt einen geschachteten Querbalken mit einer Helmkrone darüber. Der geschachtete Balken ist Zeichen der Sponheimer. Die goldene Krone verweist auf deren Reichsstandschaft. Der Wappenentwurf entstammt dem Staatsarchiv Koblenz. |

### Partnergemeinden

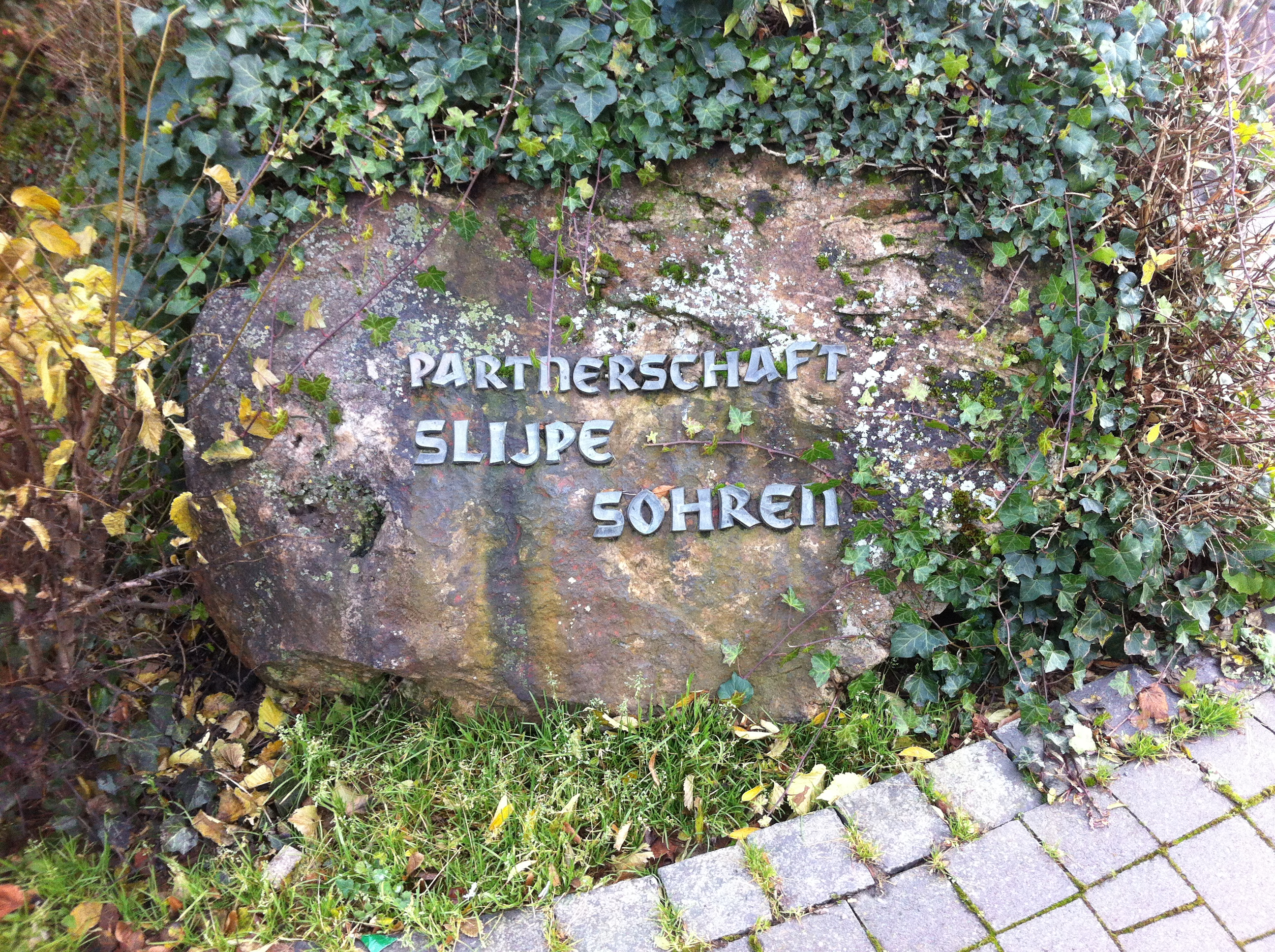
Stein in der Hauptstraße zur Gemeindepartnerschaft mit Slijpe

Seit dem 14. September 1969 besteht eine Gemeindepartnerschaft mit Middelkerke-Slijpe in Belgien.

## Historische Bauwerke und Zeitzeugnisse

### St. Michael

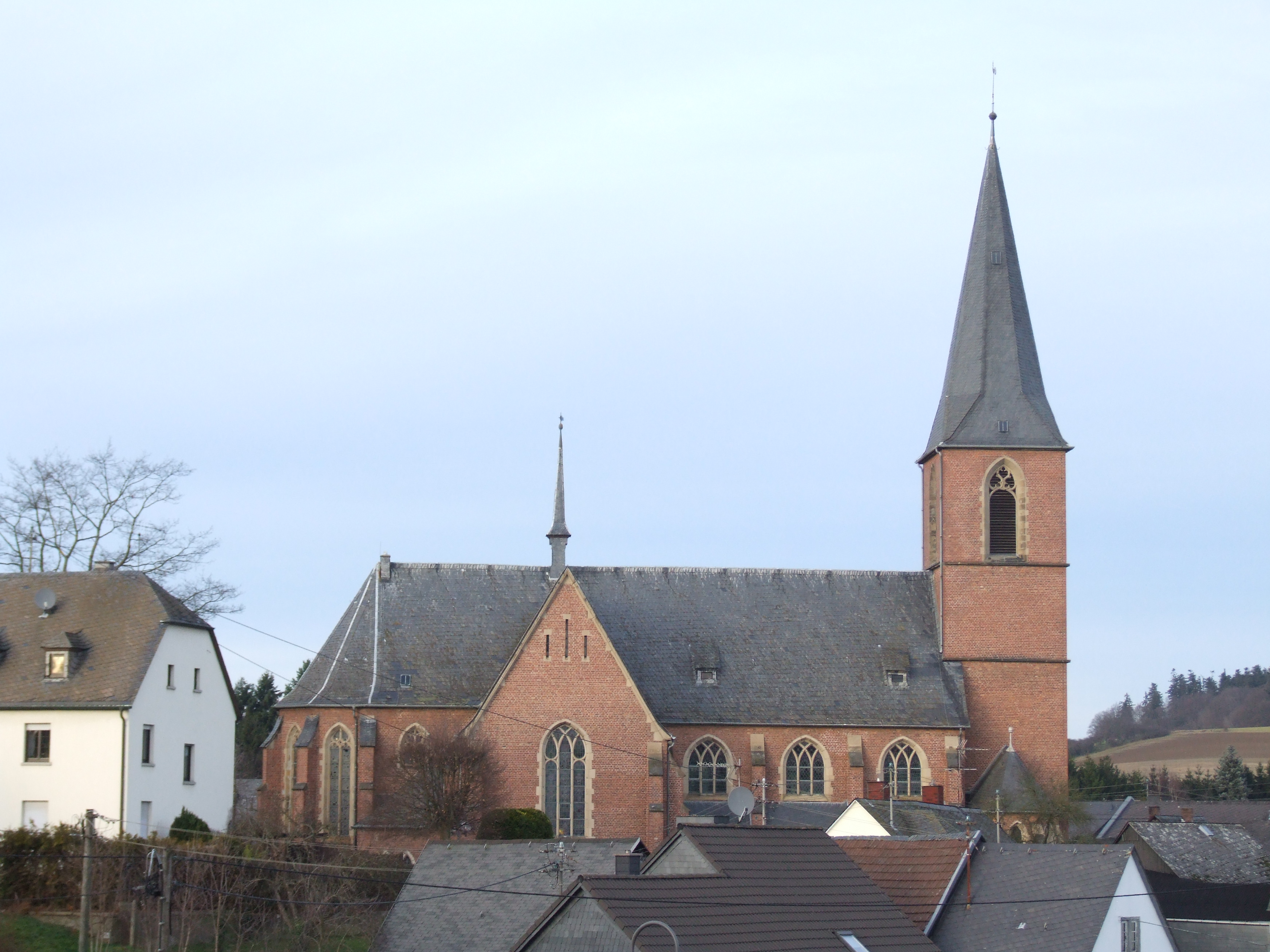
St. Michael

Die katholische Pfarrkirche St. Michael wurde als neugotischer Backsteinbau von dem Architekten Eduard Endler aus Köln entworfen und 1907 gebaut. Der Turm besitzt einen spitzen Dachhelm.

### Bahnhof Sohren
Das Bahnhofsgebäude steht unter Denkmalschutz. Nach Stilllegung der Hunsrückquerbahn wurde das Gebäude renoviert und als Gastronomiebetrieb genutzt.

### Wasserturm
Der Wasserturm zur Versorgung der Lokomotiven der Hunsrückquerbahn wurde um 1909 gebaut.

### Evangelische Kirche
Die Evangelische Kirche ist vorreformatorischen Ursprungs, die ältesten Teile gehen auf das 15. Jahrhundert zurück. Bis 1907 wurde die Kirche als Simultankirche von der evangelischen und der katholischen Gemeinde genutzt. Sie befindet sich direkt neben dem Friedhof.

### Kriegerdenkmal

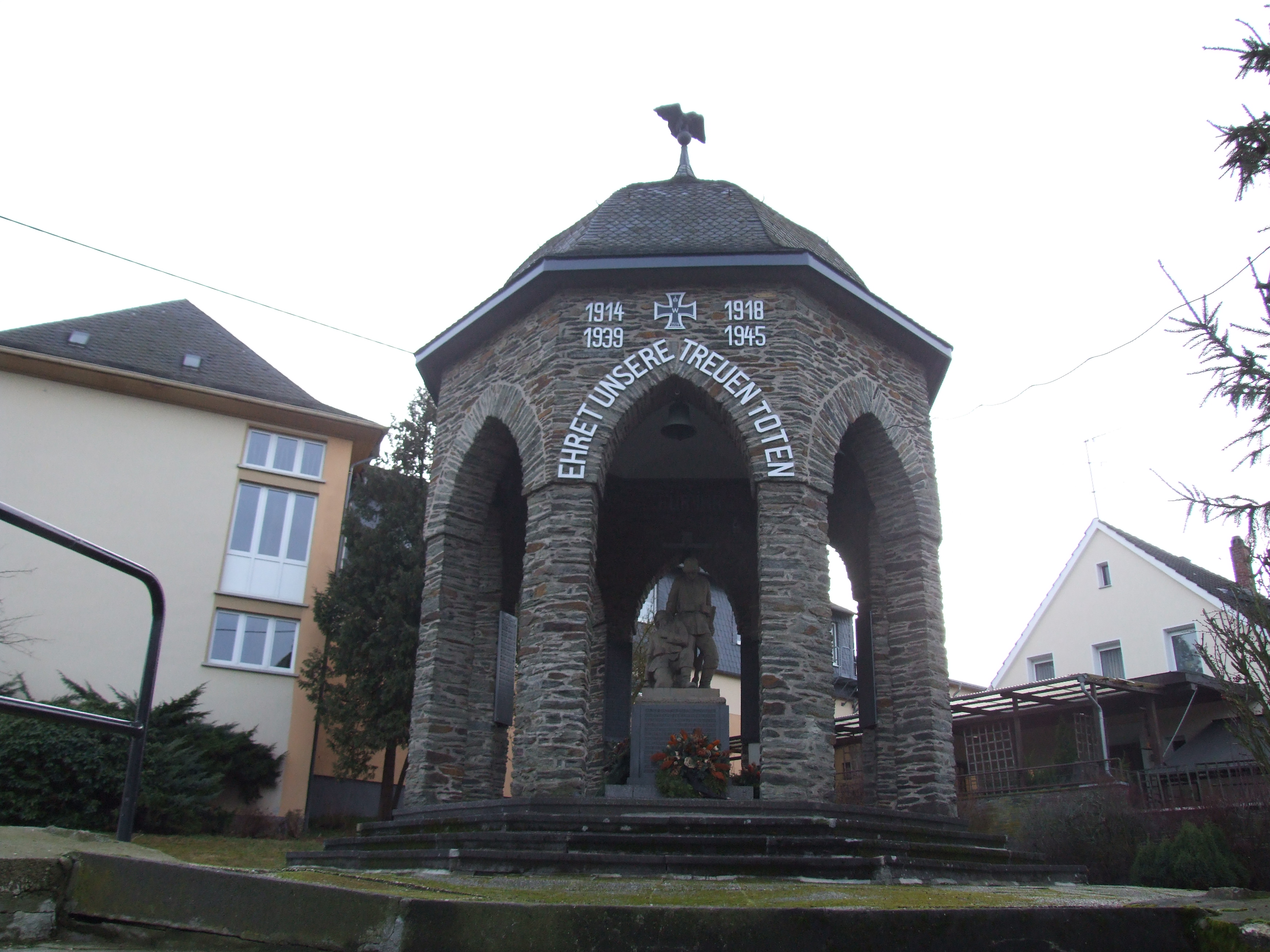
Kriegerdenkmal

Das über eine Treppe zugängliche Kriegerdenkmal wurde 1934 zum Gedenken an die 43 Gefallenen des Ersten Weltkriegs errichtet. Später wurden im Denkmal auch Gedenktafeln für die 72 Gefallenen und Vermissten des Zweiten Weltkriegs angebracht. Es besteht aus Schieferbruchstein gebauten Säulenhalle.

### Synagoge
Die Sohrener Synagoge wurde 1858 als Fachwerkhaus gebaut und befand sich im Kreuztrieb auf einem Flurstück von einer Gesamtfläche von 192 Quadratmetern. Während des Zweiten Weltkriegs diente sie als Gefangenenlager und wurde später als Lager einer Schreinerei genutzt.

### Jüdischer Friedhof

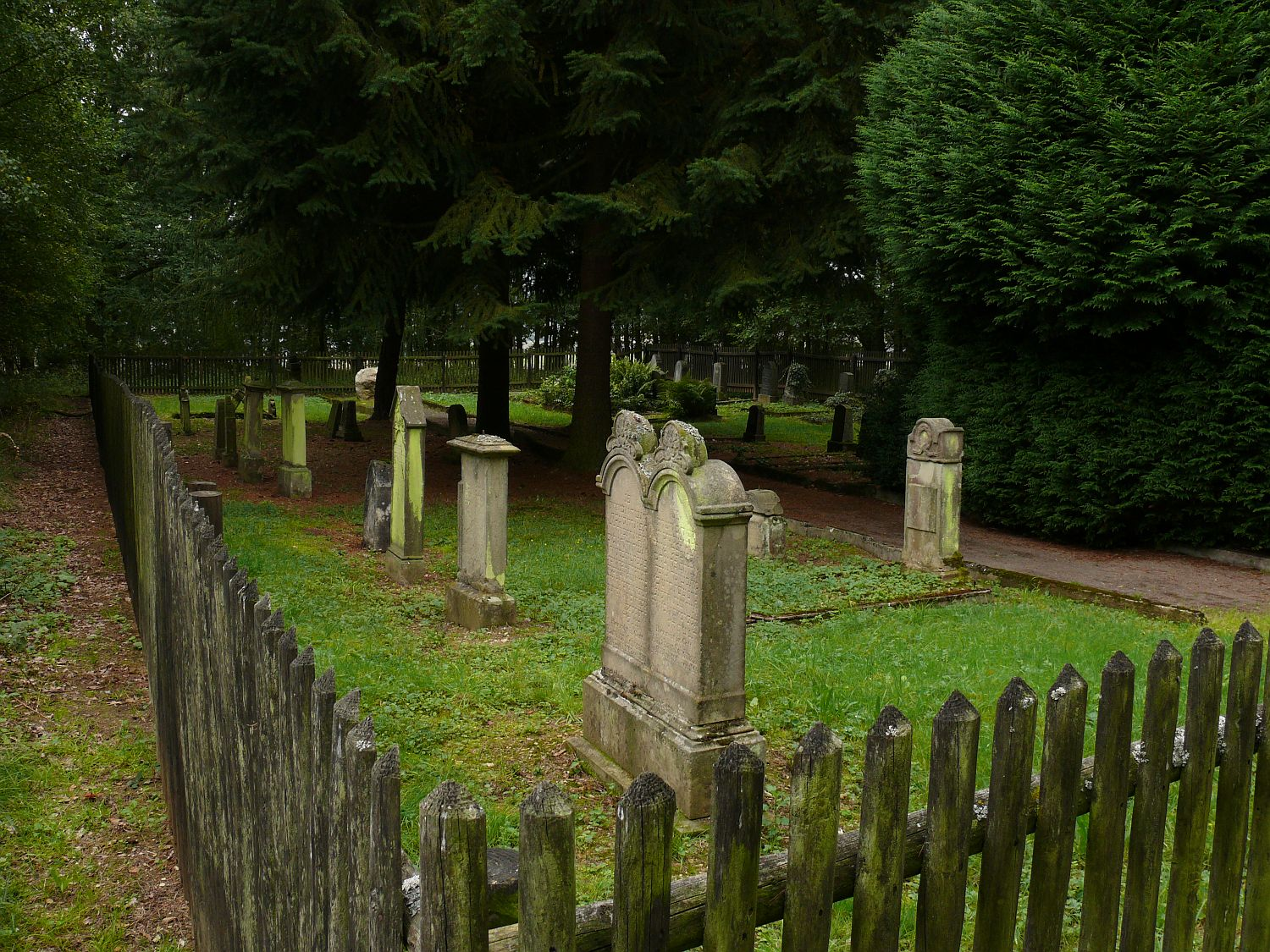
Jüdischer Friedhof Sohren

In nordöstlicher Richtung der Gemeinde, in der Nähe der Birkenhöhe, befindet sich der Jüdische Friedhof Sohren. Das jüngste Grab ist datiert von 1965. Angelegt wurde der Friedhof wahrscheinlich schon vor 1850.

## Wirtschaft und Infrastruktur

### Verkehr
Der Ort liegt etwa zwei Straßenkilometer vom einzigen rheinland-pfälzischen internationalen Verkehrsflughafen Frankfurt-Hahn entfernt. Zu erreichen ist Sohren aus dem Osten über die Bundesautobahn 61 und die Bundesstraße 50, aus dem Westen über die Hunsrückhöhenstraße B 327.

### Bildung
In Sohren gibt es zwei Schulen, eine Grundschule mit etwa 400 Schülern und eine Realschule plus und Fachoberschule im Bereich Wirtschaft und Verwaltung. Die Realschule plus Sohren-Büchenbeuren verfügt über eine Außenstelle in Rhaunen (Landkreis Birkenfeld). Die Fachoberschule im Bereich Wirtschaft und Verwaltung wurde im Jahre 2011 gegründet und befindet sich im Gebäude der Realschule plus.

## Sport und Freizeit
Sohren besitzt ein Hallenbad im Schulzentrum Sohren-Büchenbeuren. Seit August 1991 existiert der Wanderverein Schinderhannes Sohren, der seit März 1992 dem Deutschen Volkssportverband angehört und seit 1994 jährlich im Juli eine IVV-Wanderung veranstaltet, an der etwa 2500 Wanderer teilnehmen.
Die Gemeinde besitzt vier Rundwanderwege:
- Wald-Aktiv-Route (6 Kilometer)
- Panorama-Schleife (9 Kilometer)
- Römer-Runde (16,5 Kilometer)
- Gedichtepfad (4,2 Kilometer)

Der von Schülern und Kindergartenkindern gestaltete Gedichtepfad wurde am 12. Oktober 2009 als erster der vier Wanderwege eingeweiht. Des Weiteren befindet sich am Waldrand eine Kneipp-Anlage, ein Trimm-dich-Pfad mit 14 Stationen und eine öffentliche Grillhütte.

## Religion
Sohren besitzt eine evangelische und eine katholische Kirchengemeinde, sowie eine Philadelphiagemeinde (evangelische Freikirche), deren Gemeinderäume sich in der Laufersweiler Straße am Ortsausgang befinden. Vormals existierte zudem eine jüdische Gemeinde.

## Persönlichkeiten

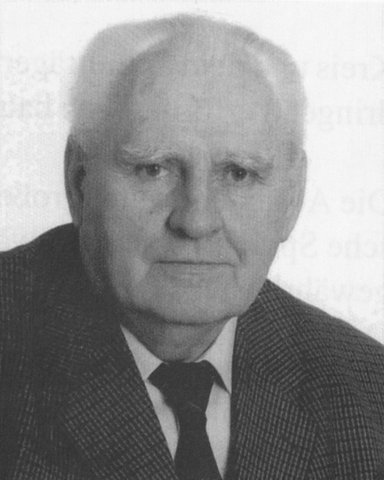
Heinz Michel (1929–2016), Ortsbürgermeister 1974–1999, Ehrenbürger von Sohren

Albert Gauer und Jakob Jörg erhielten 1918 das Goldene Militär-Verdienst-Kreuz.

### Mit Sohren in Beziehung stehende Personen
- Michael Felke (1895–1977), Unternehmer und Industriepionier
- Franz Felke (1902–1990), Unternehmer
- Aloys Felke (1927–1997), Unternehmer und Politiker (CDU), MdL
- Walter Felke (1928–2017), Unternehmer und Kommunalpolitiker
- Günter Felke (1929–2005), Unternehmer, Numismatiker und Kulturförderer
- Heinz Michel (1929–2016), Ortsbürgermeister 1974–1999, Ehrenbürger von Sohren